# ウルトラマンベリアル
ウルトラマンベリアル は、円谷プロ制作の特撮作品「ウルトラシリーズ」に登場する架空のキャラクター。2009年公開の映画『大怪獣バトル ウルトラ銀河伝説 THE MOVIE』で初登場した。英字表記はULTRAMAN BELIAL。
シリーズ初のウルトラの星出身の悪のウルトラマンである。

## デザイン
キャラクターデザインは後藤正行が担当。デザインモチーフは初代ウルトラマンにサメのイメージを加えたもの。
一目で悪役と分かるような異形感を出すために、猫背かつ全身をマッシブな体型とし、全体のシルエットを以前のウルトラマンから大きく変えている。また、背中の鰭を特徴づけるため、魚の鰭のように棘を強調したデザインとなった。マスクは顎を突き出して口元に常に笑みを浮かべているようなイメージとなった。さらに口が動くようにデザインされ、実際のスーツも口の開閉が可能となっている。
なお、当初は黒と赤が反転したデザインであった。

## 登場作品
- 映画『大怪獣バトル ウルトラ銀河伝説 THE MOVIE』（2009年）
- オリジナルDVD『ウルトラ銀河伝説外伝 ウルトラマンゼロVSダークロプスゼロ』（2010年）
- 映画『ウルトラマンゼロ THE MOVIE 超決戦!ベリアル銀河帝国』（2010年）
- テレビシリーズ『ウルトラゼロファイト』第二部「輝きのゼロ」（2013年）
- テレビシリーズ『ウルトラマン列伝』第100話・第103話（2013年）
- テレビシリーズ『新ウルトラマン列伝』第49話（2014年）
- 映画『劇場版 ウルトラマンギンガS 決戦!ウルトラ10勇士!!』（2015年）
- テレビシリーズ『ウルトラマンジード』（2017年）
- テレビシリーズ『ウルトラマンタイガ』第23話（2019年）
- インターネット配信『ウルトラギャラクシーファイト 大いなる陰謀』（2020年 - 2021年）
- インターネット配信『ウルトラギャラクシーファイト 運命の衝突』（2021年 - 2022年）
- インターネット配信『ウルトラヒーローズEXPO2022 サマーフェスティバル ボイスドラマ』第4話（2022年）

## ウルトラマンベリアルを演じた人物

### 声の出演
宮迫博之（雨上がり決死隊）
- 『大怪獣バトル ウルトラ銀河伝説 THE MOVIE』
- 『ウルトラマンゼロ THE MOVIE 超決戦!ベリアル銀河帝国』

高塚正也
- 玩具「ドラマチックサウンド DXウルトラマンベリアル」
- ゲーム『HEROES' VS』

小野友樹
- 『ウルトラゼロファイト』第2部「輝きのゼロ」
- 『ウルトラマン列伝』
- ゲーム『スーパーヒーロージェネレーション』
- 『ウルトラマンジード』
- 『ウルトラギャラクシーファイト 大いなる陰謀』
- 『ウルトラギャラクシーファイト 運命の衝突』
- 『ウルトラヒーローズEXPO2022 サマーフェスティバル ボイスドラマ』

藤原啓治
- ドラマCD『ウルトラ怪女子』

### スーツアクター
- 岩上弘数（『大怪獣バトル ウルトラ銀河伝説 THE MOVIE』）
- 末永博志（『ウルトラマンゼロ THE MOVIE 超決戦!ベリアル銀河帝国』）
- 岩田栄慶（『ウルトラゼロファイト』） - ゼロダークネス[9]
- 寺井大介（『ウルトラマンオーブ』第25話[10]）
- 岡部暁（『ウルトラマンジード』）

## データ
- 家族構成
  - 息子：ウルトラマンジード / 朝倉リク[14]（本項#『ウルトラマンジード』に登場するウルトラマンベリアルも参照）

### 必殺技
デスシウム光線
後述するカイザーベリアルのものと同一の必殺光線。ライブステージやデータカードダスで通常のベリアルの必殺技としても扱われ、後に映像作品でも使用される。
映像作品では『ウルトラマンオーブ』第25話でウルトラフュージョンカードから召喚されたベリアル（カードの力がベリアルの姿で実体化した存在）が使用したのが初で、ベリアル本人の初使用は『ウルトラマンジード』第25話となる。
下記の技はすべてギガバトルナイザーから繰り出される。
ベリアルジェノサンダー
ギガバトルナイザーの先端部から強力な稲妻型の破壊光線を放つ。ギガバトルナイザーを使った技の中では最強で、ウルトラ戦士にも強烈なダメージを与えるほどの威力を誇る。
ギガバトルナイザーを敵に押しつけて稲妻を流し込むパターンもあり、この方法でザラブ星人を瞬殺したり、ウルトラの父の古傷に命中させて形勢を逆転させたり、ゴモラにダメージを与えたりしている。それらのほか、光の国の建物を破壊する際にも使用している。
なお、ギガバトルナイザーさえ手にしていればベリアルでなくとも使用は可能であり、ザラブ星人（にせウルトラマン）が先駆けて宇宙牢獄への侵入やベリアルの解放に使用している。
ベリアルデスサイズ
ギガバトルナイザーを振り回して発生させた鎌状の光線で敵を斬る。『ウルトラ銀河伝説』では、光の国のウルトラ戦士たちとの戦いで、背後から攻撃をしかけてくるウルトラ戦士たちをなぎ払った。
『ウルトラマンジード』では、クライシス・インパクトの際にウルティメイトゼロのウルティメイトイージス=ウルティメイトブレスレットを損傷させたほか、第16話ではジードと交戦中のゴドラ星人ゴドー＝ウィンを一撃で爆殺した。
ベリアルショット
ギガバトルナイザー先端部から強力な破壊光弾を連続発射する。光の国のウルトラ戦士たちにダメージを与えたほか、回想シーンではウルトラの父に直撃させている。
ベリアルウィップ
ギガバトルナイザーから光の鞭を放ち、敵を絡め取る。ウルトラマンメビウスを縛り付けて一時的に宇宙へ追放した。
ベリアルブラックホールサンダー（劇中未使用）
映画公開後、読者公募によって募集された技。上空に闇の空間を発生させてそこに敵を吸い込み、四方八方からベリアルジェノサンダーを放つ。
『大怪獣バトルRR』のカードとして児童誌の付録にもなった。

## 劇中での活躍・暗躍

### 『大怪獣バトル ウルトラ銀河伝説 THE MOVIE』に登場するウルトラマンベリアル
ウルトラの星の長い歴史において、初めて暗黒面に堕ちた悪のウルトラマン。レイオニクスでもあり、レイブラッド星人から100体以上の怪獣を操れるギガバトルナイザーを与えられ、それをロッドやバズーカのような武器として扱う。『大怪獣バトル ウルトラ銀河伝説 THE MOVIE』では単体での光線技などは一度も使っておらず、行使される攻撃技はすべてギガバトルナイザーによるものである。
かつてはウルトラ大戦争（ウルティメイトウォーズ）で活躍したウルトラの父（ウルトラマンケン）の戦友であり、共闘してエンペラ星人を倒したものの自身は凄まじい悪の力に惹かれたうえ、ウルトラの父だけが宇宙警備隊初代隊長に任命されたことを知って自尊心が傷つき、強大な力を求めるようになる。まもなく、ウルトラ戦士の力の根源であるプラズマスパークのエネルギーコアを狙うが、その強烈すぎるエネルギーに耐え切れず失敗し、M78宇宙警備法違反によって光の国を追放される。
その後、宇宙を彷徨っていたところに現れたレイブラッド星人の精神体によってレイオニクスの因子を与えられ、邪悪なウルトラ戦士に変貌する。復讐のため、怪獣軍団を率いて光の国を襲撃するベリアルの乱を引き起こすが、ウルトラマンキングに阻まれて宇宙牢獄へ投獄される。しかし、ギガバトルナイザーを手に入れたザラブ星人によって数万年ぶりに脱獄し、光の国への逆襲と全宇宙の支配を企てる。
かつては後述のアーリースタイルだったが、レイオニクス化後は体色が黒と赤に染まり、カラータイマーの光は紫色に変化して体格は筋肉質に、手は鋭い鉤爪状になって目つきは釣り上がり、口も大きく裂けた凶悪な姿となっている。声もアーリースタイルのころはやや高い声だったが、変化後は低くドスの効いたものとなっている。
ザラブ星人いわく暗黒のウルトラ戦士や光の国が生んだ最強・最悪のウルトラマンであり、復活直後にザラブ星人を容赦なく瞬殺しただけにとどまらず、光の国を襲撃した際にはウルトラウーマンベスを盾にしてウルトラマンパワードのメガ・スペシウム光線を凌いだり、配下の怪獣軍団の一部を平然と巻き添えにしてウルトラ戦士を攻撃したりするうえ、レイモンを暴走させてウルトラ戦士との同士討ちを目論むなど、性格も凶悪で残酷かつ卑劣で無慈悲である。
主にギガバトルナイザーを使った攻撃技を駆使するが、絶大な自信を持つ自身のパワーや格闘術も相当なもので、ウルトラ戦士たちの光線を素手で弾き、片手でウルトラマンタロウを軽々と持ち上げるなど、彼らをことごとく一蹴する。終盤戦では駆けつけたウルトラマンダイナをも圧倒し、ウルトラマンゼロとも互角に渡り合うが、ギガバトルナイザーを奪われてからは終始劣勢であり、ゼロツインシュートを受けて溶岩へ転落する。
溶岩内にて怪獣墓場の怪獣や宇宙人などの怨念を取り込み、ベリュドラと化した後は再びウルトラ戦士たちに襲いかかるが、彼らの一斉攻撃に遭って爆散し、ギガバトルナイザーも自壊する。
- 本作品でのスーツは、同時に制作されたゼロのスーツと同様にウェットスーツの材料を焼き込んで立体を表現するという手法で造形された[18][2]。それにより、胴体の模様は塗装ではなく立体的になっている[19]。ワイヤーアクションが多いため、アクション用とアップ用の2種類が用いられた[2]。当初、スーツは既存のものを真っ黒に塗るだけの予定であった[18]。また、マスクは機械可動式のものが用意されていたが、機械的な動きでは感情表現ができないため、自由度を重視してスーツアクターの首の動きを活かせるように改造された[2][20]。マスクも従来は頭部と一体成型であったが、ゼロとベリアルは面だけ外れる構造となっている[21]。「悪のウルトラマン」を強調するため、首の付け方や姿勢はやや猫背気味であり[22]、演者の頭の位置より頭部を前にずらして前に首を突き出して前傾姿勢にしたほか、猫背にするためにウレタンの別パーツが背中一面に入っていたといい、正面にベリアルの目を向けると足元のみの視界になったという[20][6]。そのため、腰が痛くても直立していたという[20]。
- 監督の坂本浩一は、「極悪非道でかっこいい」との脚本での表現をどう演出するかをベリアルのスーツアクターの岩上弘数とも綿密に話し合い、芝居を上手く生かすカメラアングルを考えて演出したほか、それにマッチする宮迫博之の声の演技についても高く評価している[23]。

### 『ウルトラマンゼロ THE MOVIE 超決戦!ベリアル銀河帝国』に登場するウルトラマンベリアル
前作のラストで生き延び、アナザースペース（異世界宇宙）に流れ着いた後、強大なベリアル銀河帝国を築き上げてカイザーベリアルとして君臨しつつ、再び全宇宙の支配とウルトラ戦士への復讐を企む。
ウルトラマンゼロとその下に集まった戦士たちによって幹部たちは倒されていくが、自身はゼロと互角以上に渡り合い、略奪した大量のエメラル鉱石を吸収してアークベリアルへのさらなるパワーアップを果たしたものの、ウルティメイトゼロによってカラータイマーを砕かれ、肉体が消滅して敗北する。

### 『ウルトラマン列伝』に登場するウルトラマンベリアル
『ウルトラマン列伝』内のアクションドラマ『ウルトラゼロファイト』第二部「輝きのゼロ」にカイザーダークネスとして登場。その後、ウルトラマンゼロの肉体を奪ってゼロダークネスとなるもゼロの反撃に遭って失敗するが、彼の行った時間逆行によって完全復活を遂げている。
『ウルトラマン列伝』第100話「ベリアル陛下降臨！百体怪獣総進撃!?」、第103話「大暴れベリアル軍団！我らダークネスファイブ!!」および『新ウルトラマン列伝』第49話「覇道への道！ダークネスファイブ出陣!!」にて、『ウルトラゼロファイト』で復活した後の動向が描かれた。
これらの回はバラエティ要素が強い内容だったこともあり、『ザ☆ウルトラマン』の映像を見てアニメデビューを夢見たり、ジャタールのことを忘れているダークネスファイブにツッコミを入れたりとメタフィクション要素を交えながら、過去の作品と比べて後述するネットやショー展開のようなコミカルな一面も多く見せている。
第100話
番組が放送100回を迎え、ウルトラマンゼロが「ウルトラマングレート先輩から届いた手紙」を読み上げようとした際にビーコンを使ってダークネスファイブ（ジャタール、タイラントは除く）と共に番組をジャックし、ナビゲーターを務めた。
100回ということで、かつて自身が変化した百体怪獣ベリュドラの体を構成する怪獣を100体紹介すると豪語し、上機嫌に怪獣たちを紹介していったが、終了間近になっても13体しか紹介できず、スライから放送時間がもうないことを告げられると怒りを爆発させて放送延長を訴えながら暴れ出し、慌てたダークネスファイブになだめられながら放送を終了した。
第103話
第100話の件で不機嫌になっていたが、再びビーコンを使って番組をジャックしたスライの提案により、ダークネスファイブに彼らの同族たちを紹介してもらった。いずれも過去にウルトラ戦士を苦しめたダークネスファイブ（不在だったジャタールも含む）の同族たちを評価はしていたが、結局はウルトラ戦士に敗れていることを指摘すると同時に自身も結局はゼロに敗北したことを自嘲し、一度はダークネスファイブに別れを告げて単独でどこかへ去ろうとしたが、仕えた時点で命を捨てる覚悟でいるという彼らの呼びかけでその忠誠心を認めると、自分たちの「守るべきもの」を探すべく再びベリアル軍団の覇道を宣言した。
『新ウルトラマン列伝』第49話
行方不明だったジャタールが戻ってきた直後に姿を現す。ジャタールがゼロに敗北したうえ、長期の行方不明に関して謝罪した際は、特に咎めず「お互い一度は死んだ身、変わらず俺に尽くせ」と復帰を承諾する器の大きさを見せた。自身の野望のためにすべての宇宙を調べているというスライの報告を聞いた後、『大怪獣ラッシュ ウルトラフロンティア』の世界である「プラズマギャラクシー」に興味を持ち、ダークネスファイブと共に侵攻を開始した。プラズマギャラクシーに向かう際には、初代ウルトラマンのように赤い球となって移動している。
ゲーム版『大怪獣ラッシュ』では、第4弾スペシャルミッションで星人ハンターがプラズマソウルを獲得するのを邪魔しようと現れる。その後、「ウルトラ大集結！前編」に正式キャラクターとして参戦する。また、『大怪獣ラッシュ』の公式サイト内にあるジェントの部屋においては、メフィラス星人ジェントがベリアル（およびダークネスファイブ）の登場がプラズマギャラクシーに新たな異変をもたらしており、嫌な予感がすることを漏らしている。

### 『ウルトラマンジード』に登場するウルトラマンベリアル
本作品では従来作と同様、「悪の権化」という立ち位置になっている。主人公のウルトラマンジード / 朝倉リクがベリアルの遺伝子を受け継ぐに至った理由など、「息子」との関係性の多くは謎に包まれた状態で物語は始まる。
物語開始以前、『ウルトラファイトオーブ』でレイバトスが復活させたギガバトルナイザーを再び手にして光の国への復讐を企て、ウルトラマンゼロやウルトラ兄弟率いる宇宙警備隊との戦いの中、作中世界の宇宙・サイドスペースの地球を襲うオメガ・アーマゲドンを起こし、超時空消滅爆弾によってその宇宙を滅ぼす規模の大爆発「クライシス・インパクト」を発生させ、自らも行方不明となる。その後、地球の地下500メートルに構えていた秘密基地（譲渡されたリク曰く「星雲荘」）を起動させる一方、宇宙のいずこからストルム星人 / 伏井出ケイを使役して怪獣を出現させ、リトルスターを探させる。
やがて、クライシス・インパクトに巻き込まれた影響で肉体を失い、とある銀河の一部に作り出した別次元の異空間を拠点として潜伏していることがシャドー星人ゼナ率いる秘密組織AIBの調査によって判明したうえ、「息子」であるリクがケイに自身の遺伝子を預けて作らせた完全復活のために必要なウルトラマンの模造品であるデザイナーベビーであることも判明する。
完全復活にはウルトラカプセルが必要であるため、クライシス・インパクトの際にそれをウルトラの国から盗み出したケイに収集させていたが、彼がゼロのウルトラカプセルを収集し損ねたうえ、ケイと対話中の電波をAIBに逆探知されたことで拠点を探られ、ゼロに偵察される事態となる。そのことを受け、ケイに失望の念を伝えつつ失敗をあがなわせようと、6つのウルトラカプセルを取り込ませる。
ケイが暴走の果てにジードに敗れはしたもののウルトラカプセルの力を取り込む役割は果たしたことを見届けた後、まだ不完全ながらもギガバトルナイザーを手に復活を遂げて異空間から脱出し、地球に降り立つ。迎え撃ったジードやゼロを翻弄すると、あらかじめケイに作らせておいたファイブキングとゾグ（第2形態）の怪獣カプセルでキメラベロスにフュージョンライズしてジードを吸収し、月面へ一時撤退する。リクを甘言で惑わしながら融合まであと一歩のところまで迫るが、リクが鳥羽ライハの説得によって我を取り戻したことで失敗し、ジードに離脱される。その後は地球上で激戦を繰り広げ、ロイヤルメガマスターへフュージョンライズしたジードのロイヤルエンドを受けて爆発する。
しかし、まだ消滅したわけではなく石刈アリエに憑依し、ケイに今までと変わらずベリアル融合獣へのフュージョンライズを可能にする力を与えていたことが、後に判明する。ケイの体内からストルム器官を摘出すると吸収してアリエの身体から離脱し、エンペラ星人とダークルギエルの怪獣カプセルでアトロシアスへのデモニックフュージョン・アンリーシュを果たす。最終決戦では、ジード全形態の合体光線を受けてギガバトルナイザーを破壊されると同時に通常の姿に戻され、ジードによって次元の狭間へ引きずり込まれての激闘の末、自身の過去の記憶や憎しみを知りつつ受け入れられるもそれを拒否する。最後はデスシウム光線とレッキングバーストの撃ち合いに敗れ、それまで「息子」としか呼ばなかったジードの名を初めて叫びながら爆発に消え、彼に初めて「父さん」と呼ばれながら別れを告げられた。
- メイン監督の坂本浩一は、『ジード』の結末を『ウルトラ銀河伝説』から続くベリアルの物語の最終章と位置づけている[25][26]。当初からベリアルが生き残るという展開はなく、ジードの成長物語であることから父親を乗り越えるために本作品でいったんベリアルの物語を終わらせるものとなった[27]。
- メインライターの安達寛高（乙一）は、以前のようなチンピラっぽさは抑え、悪の帝王にふさわしい威厳ある雰囲気を持たせたと述べている[28]。
- 坂本はアリエについて、第17話でベリアルが死んでケイがラスボスになるとミスリードさせるとともに、女性の正体がベリアルであるというインパクトを狙ったとしている[29]。
- ベリアルが地球上に現れるのは本作品が初である[26]。
- 第25話でベリアルがデスシウム光線を放ってレイバトスを消滅させるシーンはテレビシリーズ用に改めて撮影されたものであるが、これは『ファイト』シリーズの映像がテレビシリーズでは使用できず、それに対してテレビシリーズの映像も『ファイト』シリーズで使用できないためである[27]。また、同話でのエネルギーコアを盗むシーンやレイブラッド星人に憑依されるシーンも、『銀河伝説』のシーンが使用できないことから再度撮り直している[27]。

### その後の映像作品におけるウルトラマンベリアル
『ジード』での最期を踏まえた設定が引き継がれており、ベリアル本人は回想のみの登場となっている。
『ウルトラマンタイガ』
2019年放送。作品世界に暗躍するヴィラン・ギルドのオークションにてベリアルの細胞が取引されていることが判明しており、『ジード』ではゴモラとレッドキングの怪獣カプセルを用いたベリアル融合獣という設定だったスカルゴモラが、『タイガ』第15話ではベリアルの細胞をゴモラやレッドキングのそれらと遺伝子レベルで合成した培養合成獣という設定で登場している。また、同作第23話では後述のニセウルトラマンベリアルが登場している。
『ウルトラマンZ』
2020年放送。宇宙の各地にて暴威を振るった際に散らばった細胞が、怪獣を凶暴化させる細胞の一部デビルスプリンターと化したことが明かされている。第7話ではデビルスプリンターにリクの身体から抽出したベリアル因子を組み合わせて精製したベリアルメダルを基礎として、複数のベリアル融合獣が登場している。第15話ではリクのベリアル因子とグリーザ内部の宇宙の穴を縫う針が融合したことで、ベリアルを模した幻界魔剣 ベリアロクが誕生している。

『ウルトラヒーローズEXPO2022 サマーフェスティバル ボイスドラマ』
第4話に登場。ウルトラマンジードの前に幻ともつかない姿で現れ、「ウルトラマンは神ではなくどんな生命体にも悪意も善意も内包しており、肝心なのは責任を自覚すること」と悟し、「お前はお前らしく好きに生きろ、死ぬまで」と言い残して消えていった。

## ウルトラマンベリアル アーリースタイル
ベリアルがレイブラッド星人の因子によってレイオニクス化する以前の姿。多くのウルトラ戦士と同様、赤と銀を基調とした配色となっており、頭部も目尻が上がって吊り目気味の目元や、口元と耳元を結ぶ頬髯のようなラインを除けば、初代ウルトラマンに近い。
『ジード』では最終決戦の折、精神世界でレイブラッド星人の怨念が抜けた際にこの形態が登場している。
『ウルトラギャラクシーファイト 大いなる陰謀』では、ウルトラ大戦争の時代にこの形態でエンペラ星人率いる怪獣軍団と交戦する姿が描かれる。エンペラ星人配下の宇宙人がウルトラマンケン（後のウルトラの父）に降参したにもかかわらず問答無用でとどめを刺す、宇宙警備隊の初代隊長に選ばれたケンへの実力では劣る彼の人望に対する嫉妬やウルトラウーマンマリー（後のウルトラの母）に対する渇望を彼との戦闘訓練で直接攻撃に表すなど、レイオニクス化する前から自己中心的で傲慢な性格だったことが描かれている。
- デザイン画はなく、スーツは造形スタッフによって新規に作り起こされたものとなっている[37]。基本はウルトラ戦士のものを踏まえているが、カラーリングはベリアルへの発展を想定したものとなっている[37]。
- 『ウルトラ銀河伝説』でのスーツはウルトラマンゼアスの改造[38]。
- この名称は食玩「HDM創絶ウルトラマン ベリアルの逆襲編」のフィギュアが初出であり、それ以降は各メディアでもこの呼称が使われている[39]。なお、『ウルトラ銀河伝説』公開時の資料では、かつてのウルトラマンベリアルと記述されている[1][2]。

### ウルトラマンベリアル アーリースタイル（並行同位体）
『ウルトラギャラクシーファイト 大いなる陰謀』から登場。
ウルトラ大戦争の終結直後、アブソリュートタルタロスに未来での自分が力を手にしたことで息子のジードに討たれる顛末を見せられ、本来の時間軸を外れたベリアル。プラズマスパークコアに関する経緯も正史とはやや異なっており、実際に姿を現す前のタルタロスの甘言を鵜呑みにしたことから、追放されるまでもなく光の国を出奔している。アーリースタイルゆえの若々しさにタルタロスから分け与えられたアブソリューティアンとしての力を併せ持っており、デスシウム光線などの威力も向上しているが、その代償として手を貸しているのみで彼の手駒になったものではないと豪語している。
『大いなる陰謀』でウルトラマントレギアと共にウルトラ6兄弟やゼロを圧倒した上記の力は、アブソリューティアンの持つアブソリュート粒子によるものであり、続編『ウルトラギャラクシーファイト 運命の衝突』ではタルタロスに応じてトレギアと共に訪れたザ・キングダムにてアブソリュート粒子を注入され、さらなるパワーアップを果たす。その後、ベリアロクをウルトラマンゼットから奪って彼らとの戦闘に用いるものの、ベリアロクからは主と認められなかった。一同での決戦を経て圧倒される中でベリアロクにはゼットのもとへ去られ、ジードによる説得にも耳を貸さずザ・キングダムへ撤退すると、別の手段による強さを求めてギガバトルナイザーを手にし、トレギアにトレギアアイを渡してザ・キングダムから去る。

#### ウルトラマンベリアル アーリースタイル（並行同位体）の必殺技
デスシウム光線
前に向けた右掌から放つ必殺光線。
ベリアルフラッシュ
ベリアルクロー
ベリアルサンダー

## ベリアル因子
レイオニクス化した以降のベリアルの身体から抽出されるようになった因子。細胞単位ではベリアル細胞とも呼称される。
『ジード』第1話でBの因子（）と呼称されてジード / リクの体内に遺伝子が確認されており、ベリアルの死後には『タイガ』第15話でベリアル細胞が各宇宙に散逸していることが語られたうえ、『Z』ではさらにデビルスプリンターと化して事態を深刻化させていることが物語開始当時から描かれているほか、リクがベリアル因子を狙われる事態すら発生している。
『Z』の前日譚に相当する『ウルトラギャラクシーファイト 大いなる陰謀』Chapter.3でも、すでにニュージェネレーションヒーローズがデビルスプリンターへの対策に動いていることが、ゼロとウルトラウーマングリージョの会話で挙げられている。

## 百体怪獣 ベリュドラ
『大怪獣バトル ウルトラ銀河伝説 THE MOVIE』に登場。
ウルトラマンベリアルと怪獣たちの亡霊体が合体して誕生した、超巨大怪獣。角・牙・翼を生やした西洋の悪魔のようなシルエットをしており、怪獣たちが積み重なってその全身の個々を構成している。別名は「百体怪獣」だが、実際にはそれよりはるかに多い数の怪獣たちが合体しており、表面に浮き出ている怪獣だけでも226体以上、さらに体内も怪獣たちで埋め尽くされているという。そのため、本来の総数は測定不能であり、『Q』から『メビウス』までのウルトラシリーズに登場した怪獣たちで構成されている。
頭頂部にはベリアルが頭脳となって鎮座しており、怪獣たちの怨念をまとめ上げ、その巨体をベリアル自身の妄執とレイブラッド星人から受け継いだレイオニクスの因子によって操っている。全身を構成する怪獣たちにも意思があり、表皮に降り立ったウルトラ戦士にしがみ付くなどして攻撃する。全身から全怪獣の力を開放し、広範囲に放つ光線ベリュドラインフェルノを発射する。
アストラの打撃やウルトラマンレオとゼロのレオゼロキック、ダイナのソルジェント光線をものともせずに彼らを苦しめるが、激闘中に打ち捨てられていたギガバトルナイザーにレイがネオバトルナイザーを用いてベリュドラを構成する怪獣たちへ念を送ったことで、怪獣たちが反抗して動きが鈍ったために形勢は逆転する。最後はEXゴモラのEX超振動波、ZAPのスペースペンドラゴンのペダニウムランチャー、ウルトラマンのウルトラスラッシュ、レオ兄弟のウルトラダブルフラッシャー、メビウスバーニングブレイブのバーニングメビュームダイナマイト、ダイナのソルジェント光線、そしてゼロのプラズマスパークスラッシュの一斉攻撃を浴びせられ、全怪獣ごと大爆発を起こして消滅し、それと同時にギガバトルナイザーも自壊した。
- 脚本には名前が書いてあったものの劇中は名前では呼ばれず、ヒュウガに「バケモノ」、ハルナに「怪物」と呼ばれた。『ウルトラマン列伝』での放送時に、レイの解説で初めて「ベリュドラ」と呼ばれている。
- デザインは木谷太士朗が担当[46]。CGではなくスーツが制作されており[44]、頭部・胴体・右腕・左腕を1人ずつ担当して動かしている[19]。造型に際しては体表を数多の怪獣が覆っているため、パーツごとに3DCGでデザインを起こし、それを3Dプリンターで制作したモデルを元に粘土原型が造られ、順次スーツの型取りがなされて立体化された[43][46]。なお、ランを演じた小柳友も、CGについては多人数で手分けして部分的に作成し、最後にまとめる作業だったという旨を後年に明かしている[47]。
- 『ウルトラゾーン』第2話のミニコーナー「怪獣漫才」には、ギガキマイラと「団体行動」というコンビを組んで登場した[48]。ギガキマイラに「100体以上いるのに合体している怪獣の数を鯖読むんですか？」と指摘され、「保険料が馬鹿にならないから」と返している。また、同番組の第11話のアイキャッチではクリスマスの東京タワーの横にいる姿が描かれた[49]。
- 『ウルトラヒーローズ THE LIVE アクロバトルクロニクル2015』では、ネオ・ベリュドラが登場する[50]。

## 銀河皇帝 カイザーベリアル
『ウルトラマンゼロ THE MOVIE 超決戦!ベリアル銀河帝国』に登場。
ウルトラマンベリアルの新たな姿で、ベリアル銀河帝国の皇帝。前作との相違点はベリアルマントと呼ばれる重厚な真紅のマントを羽織っているほか、顔の右半分に前回の戦闘で付いた大きな傷跡が走っており、両手の爪は赤く以前よりも鋭く長いものとなっており、声は以前より若干高くなっている。アイアロンとダークゴーネには「陛下」と呼ばれており、高いカリスマ性を見せている。
帝都要塞マレブランデスで惑星エスメラルダを制圧してその構成物質であるエメラル鉱石のエネルギーを略奪し、レギオノイドやダークロプスの大軍団を作り上げ、アナザースペースの全域にて暴虐の限りを尽くしていた。さらに、光の国の正確な位置を探るためにダークロプス部隊を幾度となく他のアナザースペースに放っており、ゼロ・セブン親子と戦ったダークロプスを介してそれを知ることになる。
アイアロンに鏡の星を襲撃されたラン（ゼロ）を拘束させ、ウルトラゼロアイを手中に収めてマレブランデスの皇帝の間にあるカプセルに閉じ込める。ランの眼前で光の国の襲撃を目論み、自身のウルトラサインを送って光の国に宣戦布告すると、その宙域に100万余のダークロプス軍団を一気に転送したうえ、さらなる軍団を次々と追加してウルトラ戦士たちを窮地に陥れる。しかし、駆け付けたミラーナイトとナオとエメラナの乗るジャンバードに妨害され、その隙にウルトラゼロアイを取り返して変身したゼロにマレブランデスのコンピュータを破壊された結果、軍団の転送が不可能となる。
ゼロとの直接対決では互角以上に渡り合い、素手でゼロスラッガーを弾いたうえ、前回に大ダメージを受けたウルトラゼロキックを防いだり、エメリウムスラッシュを軽くかわしたりするなど、前回を超える強さを見せつけた。さらに、デスシウム光線でゼロにダメージを与えてマレブランデスのエメラル鉱石の貯蔵庫に向かい、そこにある大量のエメラル鉱石を吸収してアークベリアルへ変貌する。
エスメラルダの王宮を守ろうとするミラーナイトの背後から爪を突き立ててベリアルウイルスを注入する、ウルトラゼロアイを奪われて変身できないランの目の前で光の国を襲撃して絶望感を与えようとする、さらにそのランの姿を「ちっぽけな虫けら」と嘲笑するなど、前作より狡猾かつ冷酷非道さが強調されている。
- 今回は自身のウルトラサインも見せており、このサインは帝国のエンブレムとしても使われている。
- 本作品の前日談となるOV『ウルトラ銀河伝説外伝 ウルトラマンゼロVSダークロプスゼロ』でも、ダークロプスゼロの記憶回路内のイメージ内のみで登場している[55]。
- デザイン画では「スカーフェイスベリアル」という仮称であった[7]。デザイン画はベリアルのスーツの写真を元に描かれた[56]。当初は片腕をサイボーグにした姿やアーマーを装着した姿が考えられていたがあまり良くならなかったことから、偉くなったという設定による「カイザー」の呼称を踏まえてアメコミ『スポーン』の影響で派手なマントを着せることとなり、顔の傷とマントにとどまった[出典 8]。マントの襟元に付いている丸い部分はプレデターが骸骨を集めているイメージで、倒したウルトラ戦士のカラータイマーのようなものをキルマークのように付けて誇示しているというイメージとなっている[出典 9]。初期稿では、刺々しい突起が出た強化形態のアイデアもあった[7]。
- スーツは前作のものを改造しており、マスクとマントが新規に制作されたほか、マントが似合うよう首の位置が変更された[59]。また、監督のアベユーイチによる要望で爪も長くなった[56]。
- スーツアクターの末永博志は、前作との差別化として皇帝としての落ち着きや絶対的な自信を持っている様子を意図したことを述べている[60]。また、マントの重量が10キログラムほどあったため、スーツを着るだけで息切れしていたことを証言している[60][53]。当初はマントが重かったため、脱ぎ捨ててからアクションをする予定であったが、マントを付けた状態でアクションをすることとなった[61]。

### カイザーベリアルの必殺技
以下は、本作品の新しい必殺技。もっぱらギガバトルナイザーを用いた技を使用していた前作と異なり、本作品では初めて自身の肉体から放つ技を披露する。『大怪獣バトルRR』でも使われている。
デスシウム光線
ウルトラ戦士同様、両手を十字に組んで掌を正面に向けて放つ赤黒い光線。ゼロのゼロツインシュートを凌駕する威力を誇る。
カイザーベリアルクロー
両手から伸びた赤く鋭い爪で相手を切り刻む。また、相手に突き刺してベリアルウイルスを注入し、洗脳する。劇中ではミラーナイトの背後から奇襲し、自らの闇で侵食した。
カイザーベリアルリッパー（劇中未使用）
腕から三日月状の斬撃を衝撃波のように放つ。

## 超銀河大帝 アークベリアル
『ウルトラマンゼロ THE MOVIE 超決戦!ベリアル銀河帝国』に登場。
カイザーベリアルがマレブランデスに貯蔵してあった大量のエメラル鉱石のエネルギーを吸収して凶暴化し、超巨大怪獣への変貌を遂げた姿。目の形状は変貌前と酷似し、胸にはベリアルと同様のカラータイマーが付いているが、全身は怪獣然とした姿になり、背部にはエメラル鉱石の結晶体が突き出ている。変貌後でもベリアルの自我は保たれており、同様の声色で会話できる。
アークデスシウム光線でウルティメイトフォースゼロを惑星エスメラルダもろとも吹き飛ばそうとし、一度はゼロを力尽きさせるが、仲間たちのあきらめない思いとウルトラマンノアから力を授けられてウルティメイトイージスを装着したゼロに阻まれ、最後はミラーナイトたちによる撹乱で生じた隙をついて撃ち込まれたファイナルウルティメイトゼロによってカラータイマーを砕かれ、ゼロの名を叫びながら肉体が消滅する。
劇中では語られていないが、ゼロたちを倒した後はこの姿のままで光の国を直接襲撃しようとも目論んでいたとされる。
- 劇中では単に「ベリアル」と呼ばれた。『ウルトラマン列伝』での放送時に、ゼロの解説やナレーションで初めて「アークベリアル」と呼ばれている。
- デザイン画での名称は「タイラントベリアル」[56]。
- 本作品に登場する敵キャラクターの中では唯一のいわゆる怪獣体型であるが、これは本作品の敵キャラクターが人型のロボットや宇宙人ばかりであるため、怪獣体型のキャラクターも欲しいという判断によるもの[59][65]。ベリアルをストレートに怪獣化した感じだが、怪獣にあまり寄せ過ぎないよう、プロポーション的にも怪獣とベリアルの中間あたりを狙っている[58]。登場の決定が遅かったことからスーツも急造ゆえに壊れやすく、スタッフはメンテナンスに苦労した[59][63]。
- デザインは配色パターンを同じにすることで、ベリアルとのイメージの統一を図っている[56]。また、過去のラスボスキャラクターとも遜色のないよう、装飾を多くしている[56]。身体にエメラル鉱石を取り込んで変化するため、グリーンの発光体を付けている[6]。
- 撮影用のスーツとは別にイベント用の大型スーツも存在しており、ライブステージでたびたび使用されている。
- 2015年にマレーシアで開催されたウルトラマンリブットのライブステージにも登場している。圧倒的な力でリブット、ゼロ、ティガを追い詰めるが、ウピンとイピン、そして客席からの応援で力を取り戻したリブット、ゼロ、ティガに撃破される。

### アークベリアルの必殺技
アークデスシウム光線
口から吐く必殺光線。長時間の発射が可能で、発射する際には背部の結晶体が発光する。デスシウム光線よりはるかにパワーアップされており、直撃すれば惑星さえ破壊できる。
アークデスクロー
接近戦で使用。両腕の爪を用いた技。

## 暗黒大皇帝 カイザーダークネス
『ウルトラマン列伝』内のアクションドラマ『ウルトラゼロファイト』第二部「輝きのゼロ」に登場。
アナザースペースでゼロに倒されたベリアルの亡霊が、怪獣墓場でアーマードダークネスに憑依し、実体を形成した姿。バット星人グラシエやダークネスファイブ（メフィラス星人・魔導のスライ、ヒッポリト星人・地獄のジャタール、テンペラー星人・極悪のヴィラニアス、デスレ星雲人・炎上のデスローグ、グローザ星系人・氷結のグロッケン）が「あのお方」と呼んで仕えていた、黒幕の正体である。劇中で姿を現して以降はカイザーベリアル当時と同様、「陛下」と呼ばれている。
外見は首から下がアーマードダークネスになっており、魂だけの存在ゆえにカイザーベリアル当時の顔の傷が無い。また、声は以前より低くなっている。アーマードダークネスと一体化したことでさらなるパワーアップを遂げており、アーマードダークネスの武器を駆使し、その戦闘力はストロングコロナゼロとも互角に渡り合うほど。戦闘中もゼロを挑発する余裕な態度を見せるほか、ゼロとの戦いを楽しんでいるそぶりを見せるという、ゼロをして「ドン引き」と言わしめるほど狂気じみた一面も見せる。
スライによって会う資格があると認められたゼロの前にアーマードダークネスの姿で現れた後、自らその素顔を見せて驚かせる。激闘の末、ウルティメイトゼロのウルティメイトゼロソードで胸を貫かれて砕け散るが、宿っていたアーマードダークネスを破壊されただけであり、直後に抜け出たベリアルの魂が一瞬の隙を突いてゼロの身体に憑依し、ゼロダークネスに変貌する。

### カイザーダークネスの武器・必殺技
基本的にはアーマードダークネスの物と同一である。
ダークネストライデント
アーマードダークネスの槍。従来はなかった電撃を帯びる描写があるほか、ギガバトルナイザーのような持ち方をしたり投げ付けて使用したりしている。
ダークネスブロード
アーマードダークネスの剣。ウルティメイトゼロのウルティメイトゼロソードと鍔迫り合いを繰り広げる。
レゾリューム光線
ダークネストライデントから発射する、エンペラ星人のものと同等の必殺光線。ストロングコロナゼロのガルネイトバスターと押し合いを演じる。
ギガレゾリューム光線
ゲーム『ウルトラマン オールスタークロニクル』で使用可能。レゾリューム光線の強化版に当たる光線技。映像作品では未使用。

## ゼロダークネス
『ウルトラマン列伝』内のアクションドラマ『ウルトラゼロファイト』第2部「輝きのゼロ」に登場。
バラバラになったアーマードダークネスから抜け出たベリアルの魂が、ゼロの体に憑依した姿。そのため、肉体はゼロのものであるが、身体のラインや体色がベリアルに似たものに変化し、ウルティメイトブレスレットも黒く染まっている。意識は完全にベリアルが支配しているため、声もベリアルのものになっており、ゼロ自身の精神はゼロダークネス内部で周りの状況が見えるだけで一切手出しできない状態となっている。スライ曰く「宇宙で最も強い肉体を得て復活を果たした」とのことで、その戦闘力は凄まじく、ゼロの武器や技も使いこなしている。
アナザースペースでのウルティメイトフォースゼロとダークネスファイブの戦闘に、青黒いオーラを纏って乱入する。圧倒的な強さでジャンボット、ミラーナイト、ジャンナイン、グレンファイヤーを次々と瞬殺し、ゼロ自身の精神にも自らの手で仲間たちが倒れていく様子を見せつけて光を失わせることで、一度はウルティメイトフォースゼロを全滅に追いやるが、ゼロ自身の精神が仲間たちの魂やピグモンに呼びかけられて復活し、活動を停止する。ベリアルの魂が追い出され、ゼロはシャイニングゼロへの覚醒を遂げる。
肉体を失ったベリアルの魂は実体を維持できなくなり一度は消滅したが、エピローグではシャイニングゼロがウルティメイトフォースゼロを復活させるために使ったシャイニングスタードライヴによる時間逆行の影響でベリアルも本来の肉体を取り戻し、顔の傷が消えた姿での完全復活を遂げている。
- 写真などの資料はテレビ本編に登場した後、各種雑誌で公開された。
- 当初は造形を変えずにカラーリングの変化のみで、という案であったが、カラーリングを変えるのみでは難しいため、ボディ全体を変えている[7]。

### ゼロダークネスの武器・必殺技
光線系の技は、カラータイマーと同じく紫色になっているのが特徴。
デスシウムショット
掌から放つカッター状の破壊光弾。
ジャンボットやミラーナイトを一撃で葬り、マイティベースも一撃で破壊する威力を持つ。
ダークゼロツインシュート
ゼロツインシュートとほぼ同様の構えで放つ、広域に照射するカッタービーム。
ジャンナインの上半身と下半身を切断して機能停止に追い込んだ。
ダークゼロスラッガー
黒く染まったゼロスラッガー。両手で構え、すれ違いざまに相手を切り裂く。グレンファイヤーを倒した。
ダークゼロフラッシュ
手から放つ光弾。ミラーナイト（が作り出した鏡）に対して使用した。

### 『ウルトラギャラクシーファイト ニュージェネレーションヒーローズ』に登場するウルトラマンゼロダークネス
『ウルトラギャラクシーファイト ニュージェネレーションヒーローズ』第8話 - 第12話に登場。正式名は「ウルトラマンゼロダークネス」。
ウルトラダークキラーが、ウルトラマンゼロのエネルギーとキラープラズマを融合させて生み出した暗黒軍団（ダークネス）の1体。ゼロの心の傷を元に具現化したゆえにゼロダークネスと同じ姿をしているが、知性は持っておらず唸り声を上げる程度で、L字に組んだ両手から発射する光線など同様の必殺技を用いる際にその名を発することもない。
ウルトラウーマングリージョにエネルギーを与え続けて疲弊したゼロに襲いかかろうとしたところを奮起したグリージョに弾かれた後、駆けつけたウルトラマンルーブの猛攻に遭い、撃破される。即座にウルトラマントレギアによって復活させられるが、ウルトラマンジードによってウルトラマンゼロ ビヨンド（ギャラクシーグリッター）への変身を遂げたゼロの猛攻に遭い、撃破される。
- ゼロにも見せ場を作るため、かつてウルティメイトフォースゼロを全滅させたトラウマを持つゼロダークネスを最終決戦の相手として登場させた[27]。

## ウルトラマンベリアル（エタルダミー）
映画『劇場版 ウルトラマンギンガS 決戦!ウルトラ10勇士!!』に登場。
本作品の敵であるエタルガーがゼロの記憶から生み出したエタルダミーとして登場。ギガバトルナイザーは持っていないが、オリジナル同様の長い鉤爪状の手を用いる格闘術やデスシウム光線を武器として、時空城の第四階層でゼロと激闘を繰り広げる。他のダミーたちと同じく唸り声を上げるだけで明確な言葉で話すことは無いが、首を軽く回す仕草や、オリジナルに近い笑い声や掛け声を上げ、ゼロと対峙した際にはどこか嬉しそうな反応を見せる。
最後はストロングコロナゼロのウルトラハリケーンとガルネイトバスター、ルナミラクルゼロのミラクルゼロスラッガー、シャイニングウルトラマンゼロのシャイニングエメリウムスラッシュを立て続けに受け、倒される。

## ベリアル融合獣 キメラベロス
『ウルトラマンジード』に登場。ベリアルがファイブキングとゾグ（第2形態）の怪獣カプセルでフュージョンライズした戦闘怪獣形態。

## ウルトラマンベリアル アトロシアス
『ウルトラマンジード』に登場。
ストルム器官を取り込んだベリアルが、ダークルギエルとエンペラ星人の怪獣カプセルで特別なフュージョンライズであるデモニックフュージョン・アンリーシュを遂げた最強形態で、ウルトラマンでもベリアル融合獣でもない一種の究極生物状態である。背部に宿したストルム器官によって圧倒的な戦闘力を持ち、ロイヤルメガマスターやゼロビヨンドをも一方的に追い詰めた。武器はギガバトルナイザー。
カレラン分子を使ってウルトラマンキングのエネルギーをサイドスペース全体から反転吸収し、伏井出ケイから奪ったストルム器官で邪悪な力に変換してパワーアップを果たすと、地球に自らの幻影を投影して再び地球の破壊を宣言した。これを阻止すべく現れたウルトラマンゼロビヨンドとの戦いではツインギガブレイクすらものともせずに終始圧倒したうえ、AIBとのベリアル打倒共同作戦を実行しようとしたネオ・ブリタニア号をも撃墜し、アトロスヘルクローでゼロビヨンドを通常のゼロに戻すまで追い詰め、駆けつけたウルトラマンジードとの戦闘に突入する。ロイヤルメガマスターをも変身解除に追い込む強さでジードを苦戦させるが、ネオ・ブリタリア号を手にしたゼロに分解酵素ガスをカラータイマーに撃ち込まれ、体内のカレラン分子を消失させられる。アトロスヘルクローの一撃でゼロに大ダメージを与えた後、駆けつけたウルトラの父のウルトラコクーンで一時的に閉じ込められるも脱出し、AIBの送り込んだゼガンを消滅させるが、再戦を挑んできたジードとの激闘の末、ジードマルチレイヤーで分身したジード全形態の合体光線・ジードプルーフでギガバトルナイザーを破壊されたうえに変身が解け、通常のベリアルの姿に戻る。
- デザインは後藤正行が担当した[83][84]。ディテールやボディラインはウルトラマンジードの初期デザイン案が反映され、ベリアルの特徴である前傾姿勢を廃し、ウルトラマンに近いスタイリッシュなデザインとすることが意図された[出典 16]。元々強烈で派手なキャラクター性を持ち合わせているベリアルであることから、シンプルなイメージを逆に追求し、ある種の淀みを排除してデザインしている[84]。最終決戦で派手なアクションをさせるという坂本の要望から動きやすいラインにし、後ろに後頭部の形を伸ばしている[6]。造形では、骸骨状のディテールはパーツの貼り合わせによって立体的に作られている[83]。
- メイン監督の坂本は、異形のキメラベロスが先行して登場していることや、前作『ウルトラマンオーブ』や前々作『ウルトラマンX』で最終回は異形の怪獣が登場していることなどから、ジードに近い姿でのウルトラマン同士の戦いを描くことを発想した[29]。
- 第25話での夜景での対決は、第1話のジードとスカルゴモラの対決時を踏襲している[25]。
- データカードダス『ウルトラマン フュージョンファイト!』の公式サイトでは、「ベリアル融合獣ともウルトラマンとも違う」とされている一方、「ダークルギエルとエンペラ星人のカプセルのパワーでフュージョンライズした姿」と記載されており、他のフュージョンライズ形態と同列に扱われている[86]。

### ウルトラマンベリアル アトロシアスの武器・必殺技
アトロスバースト
アトロシアスの必殺光線。ジード プリミティブの必殺光線であるレッキングバーストに似た構えから放ち、レッキングバーストの数十倍の威力を誇り、巨大な隕石をも砕く破壊力を持つ。第25話で使用。
アトロスヘルクロー
伸縮自在の両腕の爪。
アトロスジャミング
爪を伸ばして回転突撃する技。ジード プリミティブのコークスクリュージャミングに相当する。劇中未使用。
アトロスロアー
口から放つ超音波。ジード プリミティブのレッキングロアーを打ち破った。第25話で使用。
アトロスリッパー
手から放つ紫色の切断光線。ジード プリミティブのレッキングリッパーに対抗する。第25話で使用。
デスシウムデストラクト
左腕に集めた毒素のエネルギーで相手の細胞を破壊する。ウルトラマンゼロビヨンドを変身解除に追い込んだ。第24話で使用。

## ニセウルトラマンベリアル
『ウルトラマンタイガ』第23話「激突！ウルトラビッグマッチ！」に登場。
チブル星人マブゼがベリアル因子を培養して作り上げた人造ベリアル。本物と異なり、頭頂部から口へのエッジと両手の爪が黄色になっている。戦闘能力は本物と互角だが、知性はまったくなく、怒りに任せて突進したり、手を叩いてはしゃいだりするなど、性格はかなり異なる。武器は腕から放つ電撃と邪悪なオーラを纏ったデス光輪やデスラッシュ、デスシウム光線やアトロスリッパー。作中世界の地球では本物の存在すら知られていないことから大した脅威とは思われなかったほか、マブゼの矛先となったウルトラマントレギアには誕生の経緯と合わせて呆れられている。
駆けつけたウルトラマンタイガを圧倒し、交代したウルトラマンタイタスやウルトラマンフーマ、フォトンアースに変身したタイガをも翻弄するが、トレギアによる侮蔑に激怒したマブゼの指示でザラブ星人・ゴドラ星人・スラン星人によってさらにベリアル因子を浴びせられてパワーアップを果たしてもトレギアにはまったく敵わず翻弄され、マブゼたちの潜伏していたビルの前へ誘導された結果、ビルを彼らごと撃破する。その後、タイガの救援に駆けつけたウルトラマンゼロをトレギアが翻弄する傍らで自身はタイガ トライストリウムとの戦いに突入し、最後はタイガのタイガダイナマイトシュートを受ける際のトレギアに盾として扱われ、爆発する。
- スーツアクター：寺井大介[88]
- スーツはベリアルのものを塗装のみで改造している[92]。
- 第23話の脚本を担当した皐月彩は、ゼロとベリアルを登場させてほしいとのオーダーに対し、『ジード』でベリアルとの決着がついていることからそのまま登場させることには抵抗があるとし、第15話に登場していたベリアル因子を用いて偽物を登場させることを提案した[92]。

## その他の媒体におけるウルトラマンベリアル
映像作品以外にも下記のようなさまざまなメディアで活躍している。ショーやインターネット上では悪役だがどこかコミカルで憎めないキャラクターとしての一面も見せる。

### ショー・ライブステージ
映画での登場に前後して各地のショーに登場。ベリアルを主役にしたストーリーが存在するほか、映像作品では実現しなかったゼロとの共闘が描かれる機会もある。
- 『ウルトラマンフェスティバル』2009ライブステージ第二部にてライブステージ初登場。ウルトラ戦士と不完全体で復活した直後のエンペラ星人の前に突如現れ、エンペラ星人を一撃で葬り[注釈 20]、そのままウルトラ戦士たちも圧倒してその存在感を見せつけた。
- 2010年12月5日に円谷ジャングルとアリオ八尾主催で開催された『ウルトラマンベリアル THE STAGE 超最強!ベリアル銀河帝国』では、カイザーベリアルとなってベリアル銀河帝国を築き上げるまでの経緯が描かれた[53]。
  - 『ウルトラ銀河伝説』でゼロたちに敗れた後、傷を負った状態で怪獣墓場から飛ばされてアナザースペースに流れ着き、そこで侵略を行おうとしていたヤプールに捕らえられそうになる。アイアロンとダークゴーネもこのころはヤプールにエージェントとして雇われており、彼らや超獣たちの攻撃に苦戦。「俺は間違っていたのか」と彼らしかぬ自問自答さえしたが、ヤプールをも上回るウルトラ戦士打倒への執念と怨念パワーを発揮して立ち上がる。その執念に魅了されて自身の配下となったアイアロンとダークゴーネと共にヤプールたちを倒した後、カイザーベリアルを名乗り、ベリアル銀河帝国の立ち上げを宣言した。
  - ショー終了後は当時公開前だった『ウルトラマンゼロ THE MOVIE 超決戦!ベリアル銀河帝国』をポスターを使って宣伝。ただし、『ウルトラマンベリアル THE MOVIE 超最強!ベリアル銀河帝国』とさも自分が主役であるかのような題名で、ポスターの方もガムテープとマジックで自分仕様に無理矢理修正した物であり、観客の笑いを誘った[注釈 21]。
- 2011年5月5日に円谷ジャングルとアリオ八尾主催で開催された『ウルトラダークヒーローショー』では、他のウルトラシリーズのダークヒーローたち（にせウルトラマン、イーヴィルティガ、カオスウルトラマンカラミティ、ダークメフィスト・ツヴァイ）との共闘が描かれた。
  - 『ウルトラマンゼロ THE MOVIE』でゼロに完全に倒された後、魂だけの幽霊状態となっており、同じく過去にウルトラ戦士に倒されていた他のダークヒーローたちと戦っていたが、死者を蘇生させる石を持つ門番的存在のキリエロイドを倒すべく彼らと停戦した後、子分として従えていたにせウルトラマンの働きで石を奪い取って他の4人と共に復活を果たすと皆で極悪戦隊マジギレンジャーを名乗り、キリエロイドとその僕のゴルザを倒した。
  - にせウルトラマン=ザラブ星人のことは素でシャプレー星人と間違って呼んでおり、イーヴィルティガに指摘された際には数秒沈黙した後、何事も無かったかのように訂正して誤魔化した。エピローグでイーヴィルティガがにせウルトラマンに真相を話そうとした際には、口止めしている。
  - ショー終了後は当時7月開催予定だった『ウルトラマンレジェンドステージ2011』を『カイザーベリアルレジェンドステージ2011』として宣伝。先の『ウルトラマンベリアル THE STAGE』の時と同様に自分仕様に修正したポスターを使っており、再び観客の笑いを誘った。
- 2011年5月5日にラゾーナ川崎のウルトラマンCLUBにて開催された『GW ウルトラマンゼロスペシャルショー』では、アーリースタイルの姿で登場した。アーリースタイルのイベント登場は、これが初である[93]。
  - 時空管理官から奪ったタイムトラベル装置を使ったヤプールにより、過去から呼び出される。すべての者が自分の言うことに従えば悪はいなくなると考え、人間たちを屈服させようと目論むが、ウルティメイトフォースゼロとの戦いを経て、ウルティメイトゼロの力で過去へ送り返された。
- 『ウルトラマンフェスティバル2014』ライブステージ第1部ではジュダと共に出現し、ウルトラマンゼロと戦う。第2部では一時的にウルトラ戦士側につき、ダークネスファイブと共にベロクロンと戦い、デスシウム光線で倒した。この時のBGMは参戦していた大怪獣ラッシュの主題歌「Rush!!ウルトラフロンティア!!」を使用し、子供たちや司会のお姉さんに応援された。
- 『ウルトラマンフェスティバル2015』ライブステージ第2部にて登場。当初は宿敵ゼロの仲間であるウルトラマンエックスを襲撃するも、後半にてウルトラ戦士の同士討ちを狙うババルウ星人の奸計に不快感を顕にし、計画を妨害して結果的にエックスとゼロたちを救った。
- 2019年に開催された『DARKNESS HEELS〜THE LIVE〜』『DARKNESS HEELS〜THE LIVE〜SHINKA』では惑星テリオのヒュース・アーディによって複製された存在であり、同じく複製されたダークザギ、イーヴィルティガ[注釈 22]、カミーラ、ジャグラスジャグラー[注釈 23]と共に自分たちを弄ぶヒュースへの復讐のために行動することになる。複製の際にヒュースによって本来の姿とサイズに戻れないように細工されているため人間体の姿をとっており、本来の姿に戻れても地球人サイズのままとなる。

### 漫画
- 『DARKNESS HEELS -Lili-』

### バラエティ番組
- 『めちゃ×2イケてるッ!』2009年12月5日放送分
  - 『大怪獣バトル ウルトラ銀河伝説 THE MOVIE』の宣伝のために出演。映画出演のオーディションに参加したウルトラ怪獣たちに、「ウルトラマンを倒すためなら」と題してさまざまな質問[注釈 24]を投げかけた。なお、映画と同じく声を担当した宮迫博之は、プライベートを岡村から暴露されそうになった際に自身も乱入している。
- 『MUSIC JAPAN』2010年12月12日放送分[94]
  - スタジオに乱入し、この日のゲストであったAKB48には問答無用で襲いかかる一方、同じくゲストだったGIRL NEXT DOORには握手するなど親密に接する。その後、スタジオにゼロとウルトラ6兄弟（ゾフィー、ウルトラマン、セブン、ジャック、A、タロウ）が登場するとバトルが始まり、番組レギュラーであるPerfumeの3人になだめられる。声は宮迫が担当している。
- 『日曜もアメトーーク』2018年5月20日放送分「ウルトラマン芸人」[95]（BD/DVD Vol.44に収録）[96]
  - 『ウルトラマンジード』が紹介された際、『ウルトラ銀河伝説』も紹介された。司会の宮迫の演じるベリアルと同作品にて共演していたアスカ（ウルトラマンダイナ）役のつるの剛士もスタジオゲストとして出演しており、ベリアルを「強敵だった」と紹介している。なお、ベリアルとジードの「親子」設定も紹介されたが、テレビ作品でのベリアルの声が宮迫ではない理由については彼自身も「諸事情ありまして…」と言葉を濁すなど把握していたことを明かしており、スタジオゲストの麒麟の川島明に「プライベートでベリアルな部分があったからですね！」といじられている。

### インターネット
- 『大怪獣バトル ウルトラ銀河伝説 THE MOVIE』の公開前にはその特設サイト『ベリアルの最強ルーム』[注釈 25]を開設し、サイト内では『(▼皿▼)』『v(▼ω▼ﾒ)ゞ』など独自のベリアル顔文字も生み出していた。また、ニコニコ動画ではWeb動画『今週の俺様』を自らアップロードしている。映画の公開終了後には一度終了したが、『ウルトラマンゼロ THE MOVIE 超決戦!ベリアル銀河帝国』の公開前には『カイザーベリアル陛下の銀河最強ルーム』として再オープンした[97]うえ、Twitterも始めている。映画の公開終了からしばらくは更新されなかったが、約11か月後には『ウルトラマン列伝』での『超決戦!ベリアル銀河帝国』の放送に際し、Twitterを再開した。怪獣墓場で壊れたキングジョーを使ってインターネットを始めたなどの近況をつぶやいたり放送を実況したりしていたが、映画の公開終了後には自分が死んで怪獣墓場にいることに気付き、次の侵略を準備するためにTwitterを終了した。
- ニコニコ動画『今週の俺様』（全5話+番外）は自らアップロードしたという設定になっており、第1話ではニコニコ動画を視聴、第2話では自分のサイト更新の様子を撮影、第3話では携帯電話を使用、第4話ではマスコットキャラクターのニワンゴを消滅させたりしている。第5話は自分がひたすら笑う動画であったが、岡部Pの意向によって1日で削除された結果、岡部Pはクイズ形式の番外動画で消滅させられている。
- Twitterでは、『エルシャダイ』『侵略!イカ娘』[98]や『ポケットモンスター ブラック・ホワイト』[99]『モンスターハンターポータブル3rd』[100]などの時事ネタを織り交ぜたつぶやきを見せたこともある。
- 『カイザーベリアル陛下の銀河最強ルーム』では、日記を書いたり4コマ漫画を執筆したりと多芸な一面も見せている。携帯公式サイトも制作されたが、こちらの更新はダークゴーネが担当している（という設定）[101]。また、『ウルトラマンゼロ THE MOVIE』主題歌「運命のしずく〜Destiny's star〜」のベリアルバージョンPVも作られており、ベリアル本人も出演している。ただし、自分以外のウルトラ戦士にはダークゴーネのコーナー以外、モザイクがかけられている[注釈 26]。
- 『大怪獣バトルRR』のカイザーベリアルのカードには、ベリアルのインターネット上での口調をそのままテキストとしたカードがある[102]。裏面の解説もベリアル本人のコメントとなっており、曰く「俺様本人がデザインした」とのこと。このカードは前述の通りロゴが「超最強! ベリアル銀河帝国」になっているほか、じゃんけんアイコンもベリアルになっている。

### 小説『Another Genesis』
『電撃ホビーマガジン』で連載中の小説作品『Another Genesis』では第1話に登場。映像作品と異なり、自力で宇宙牢獄から脱出し、永きにわたる憎悪を対象であった光の国を呆気なく破壊する。復讐を遂げた後は闇に姿を消した。
そのほか、第9話にて登場した初代ウルトラマンの姿が、銀色の体色を除いてベリアルに酷似したデザインとなっている。

### 『ウルトラ怪女子』
『ウルトラ怪獣擬人化計画 feat.POP』のドラマCD『ウルトラ怪女子』では、舞台となるモンストリアに来訪。復活怪獣を率いた前任者として怪女子たちの計画に一枚噛もうとする。怪女子たちはベリアルの名前は知らなかったものの悪の道に堕ちたウルトラマンとして存在は知っていた。

### ゲーム
ゲーム『巨影都市』では、「巨影」の一体として登場している。同じく巨影として登場するウルトラマン、ウルトラマンタロウ、ウルトラマンゼロと戦いを繰り広げる。

## 関連キャラクター

### ウルトラマンベリアル直属の配下
詳細はそれぞれのリンク先を参照。ここではベリアルとの関係を中心に述べる。
ベリアル銀河帝国
鋼鉄将軍 アイアロン
ベリアル銀河帝国の武闘派幹部。
暗黒参謀 ダークゴーネ
ベリアル銀河帝国の策謀派幹部。
恐竜戦士 ザウラー
ベリアル銀河帝国の寡黙かつ好戦的な幹部。「ぱちんこウルトラバトル烈伝 戦えゼロ！若き最強戦士」にて登場。
帝国機兵 レギオノイド
ベリアル銀河帝国の量産型戦闘ロボット。
帝国猟兵 ダークロプス、ダークロプスゼロ
ベリアル銀河帝国の量産型戦闘アンドロイド。ダークロプスゼロはプロトタイプ。

ダークネスファイブとそれに関連する怪獣・宇宙人
悪質宇宙人 メフィラス星人・魔導のスライ
ダークネスファイブの参謀格にして事実上のリーダー格。
地獄星人 ヒッポリト星人・地獄のジャタール
ダークネスファイブの一人。
極悪宇宙人 テンペラー星人・極悪のヴィラニアス
ダークネスファイブの一人。
策謀宇宙人 デスレ星雲人・炎上のデスローグ
ダークネスファイブの一人。
冷凍星人 グローザ星系人・氷結のグロッケン
ダークネスファイブの一人。
触角宇宙人 バット星人グラシエ
ウルトラマンサーガに倒されたバット星人の同族。ダークネスファイブにゼロの能力を分析させる触角の役割に過ぎなかった。
暴君怪獣 タイラント
極悪のヴィラニアスの相棒。地獄のジャタールの不在時には、実質的にその穴埋めとしてダークネスファイブの一角的な役割を担っていた。
電波怪獣 ビーコン
『ウルトラマン列伝』第100話、第103話の番組ジャックをするために使役された。
その他
ギガバトルナイザーで復活させて配下にした怪獣・宇宙人軍団

ハイパーゼットン
『ぱちんこウルトラバトル烈伝 戦えゼロ！若き最強戦士』にてベリアルが操り地球を襲う超巨大生物としてギガントが登場する。進化形態のイマーゴも登場。
ハイパーエレキング
『ぱちんこウルトラバトル烈伝 戦えゼロ！若き最強戦士』にてベリアルが操り地球を襲う滅亡の邪神として登場。
ストルム星人 / 伏井出 ケイ（ふくいで ケイ）
ストルム星が争いで崩壊していたところをベリアルに発見、救出されたストルム星人の生き残り。それ以降はベリアルを主君と仰ぎ、狂信的なまでの忠誠心を抱いている。ベリアルの遺伝子からウルトラマンジード＝朝倉リクを生み出した張本人。

### ベリアルに関連する力を持つ戦士
ウルトラマンオーブ サンダーブレスター
ウルトラマンオーブ サンダーミラクル
ウルトラマンオーブ サンダーストリーム
ウルトラマンジード プリミティブ
ウルトラマンジード ロイヤルメガマスター
ウルトラマンジード ダンディットトゥルース
ウルトラマンジード トライスラッガー
ウルトラマンゼット デルタライズクロー

## 備考
- 『ウルトラ銀河伝説』の公開に先駆け、2009年7月23日にサンシャインシティにて開催された「ウルトラマンフェスティバル2009」の前夜祭で初お披露目となった際には、ベリアルの姿を初めて見た子供たちから悲鳴が漏れたという[103]。
- 『ウルトラ銀河伝説』劇場用マナーCM[104]では、ウルトラマンたちとお互いのマナー違反を光線を放って注意し合った末、光線の集中砲火を浴びて苦しむ。
- 2022年11月25日から同年12月1日まで、円谷プロ直営オンラインストア「ツブラヤストアONLINE」にて「ウルトラマンベリアルのBLACK FRIDAY」が実施され、腕時計「Tendence ウルトラマンべリアル モデル テンデンスDe'Color タイプ」が80パーセントオフで販売された[105]。